# モッツァレッラ

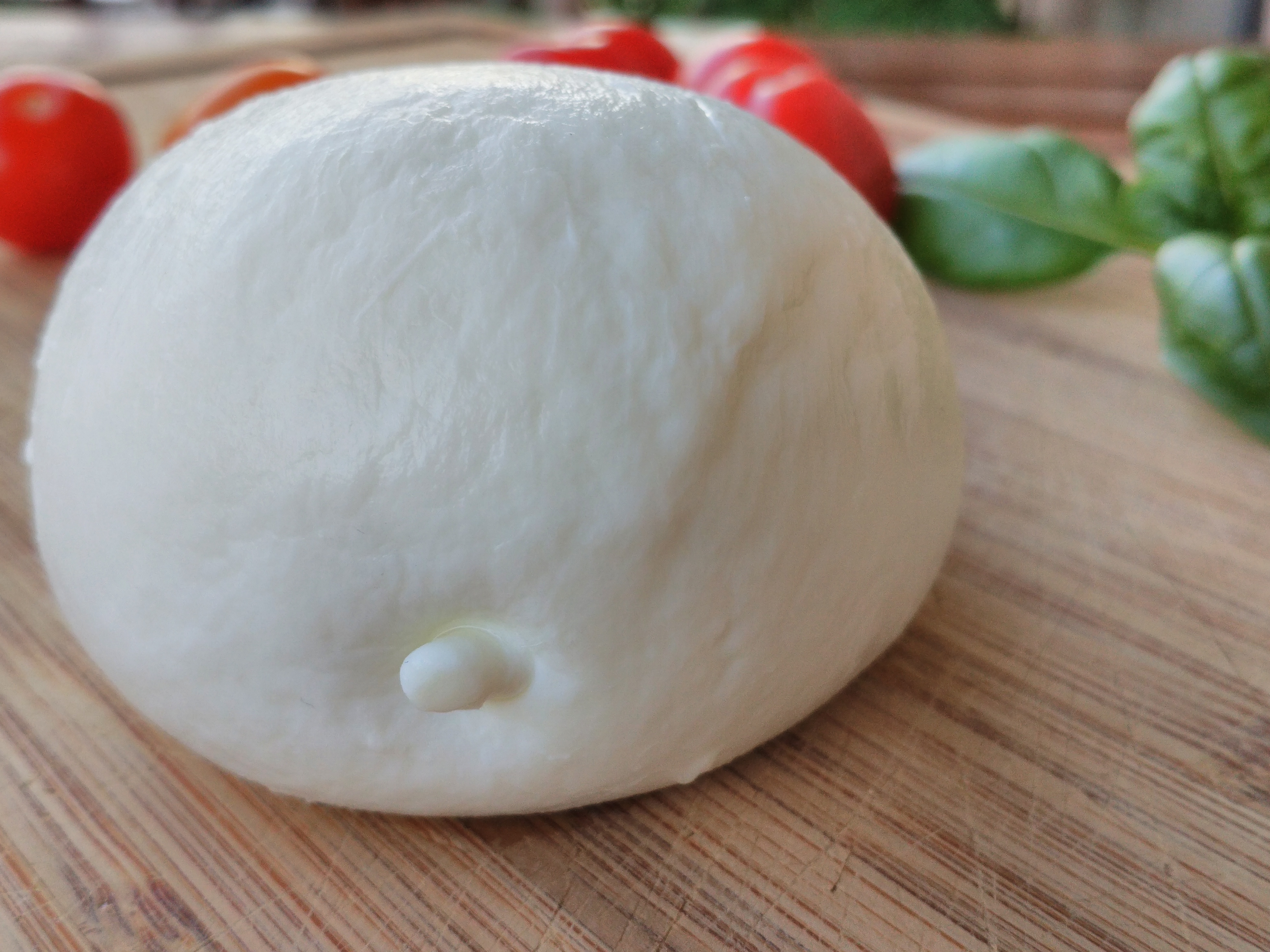
モッツァレッラ

モッツァレッラ（伊: mozzarella）は、丸い形に断面は繊維状で弾力があり、熱するととろけて独特の糸引きを楽しめる熟成工程を経ないフレッシュチーズである。ミルクの甘みと酸味がある。イタリア南西部のカンパニア州サレルノが発祥でモッツァレラとも表記される。

## 概要

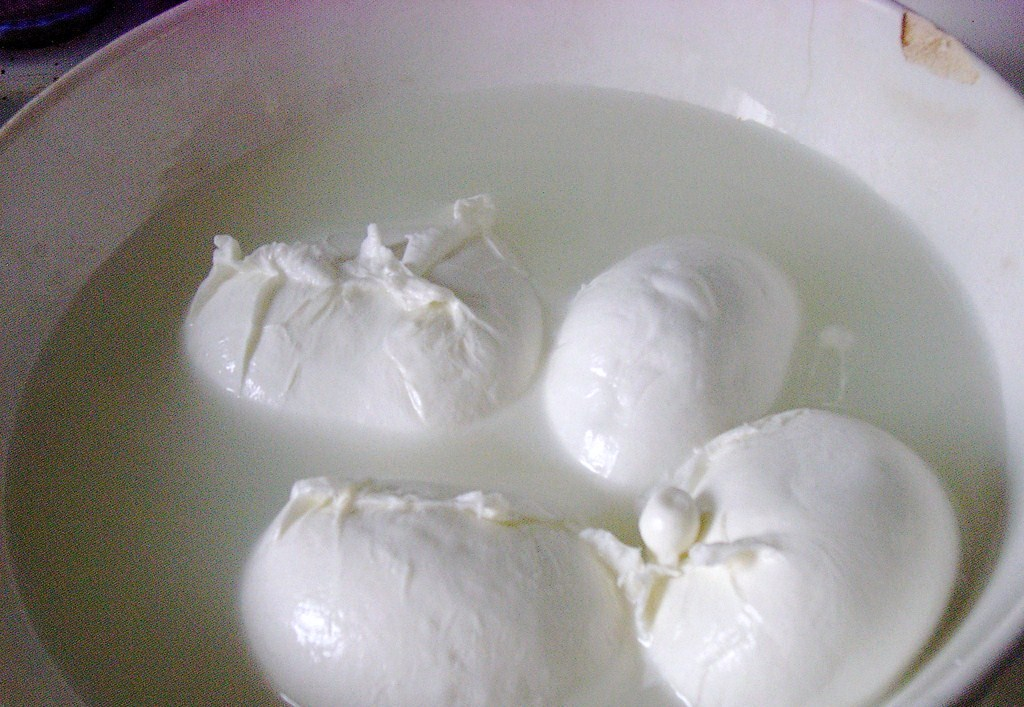
出来立てで水に浸されているモッツァレッラ

モッツァレッラという名前は、その製法にちなみ、「引きちぎる」を意味するイタリア語「mozzare」に由来するとされる（硬い表面が無いため、「シャツを着ない」を意味する「scamozzata」を語源とする説もある）。
18世紀、イタリアのサレルノから誕生した。
Mozzarellaの呼称と各国での訳名は欧州連合の原産地名称保護制度の内の枠組みの一つである伝統的特産品保護（STG）に認定されており、呼称に加えて伝統的な材料や製造方法が保護されている。この保護の枠組みでは認定を受ける特産品の製造地を特定はしないものの、後述のようにモッツァレッラの種類によっては産地を制限する 原産地呼称保護 (DOP) か地理的表示保護 (IGP)の認証を更に受けているものもある。

## 種類

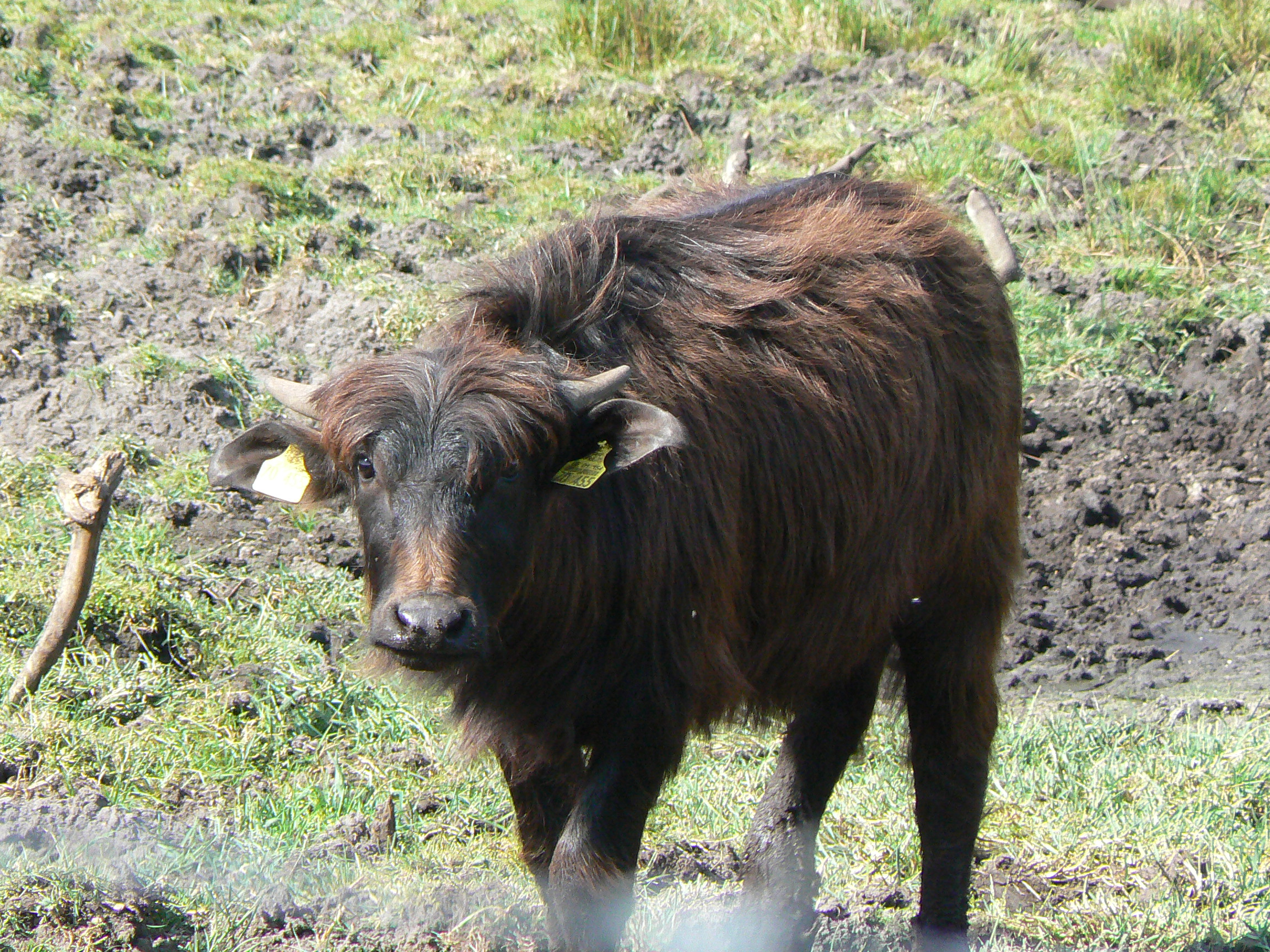
水牛

使用する原料によって名称に区別がある。本来の原料は水牛乳であるが、牛乳で代用したものもある。水牛の乳と牛乳では、それぞれ風味に違いが出る。一般に、水牛の乳を原料とするものの方が良質とされる。また、乳牛よりも水牛の方が飼育が難しく、乳の量も少ないため、希少価値から水牛の乳を原料とするものの方が値段が高い。
水牛の乳を原料とするものを区別する場合、モッツァレッラ・ディ・ブーファラと呼ぶ。ウシの乳で代用したものはモッツァレッラ・ディ・ヴァッカもしくはフィオル・ディ・ラッテと言う。水牛の乳を原料としたもののうち、特定の土地で生産されるものはモッツァレッラ・ディ・ブーファラ・カンパーナとして保護原産地呼称 (DOP) 認証を受けている。

## 製法
「パスタフィラータ」と呼ばれるイタリア南部独特の製法によってつくられる。乳が凝固した状態であるカード（イタリア語ではパスタと呼ぶ）に湯を注いで練り、餅のような弾力がでてきたところで、引きちぎって整形する。重さは一つあたり約280グラムが標準である。

## 食べ方

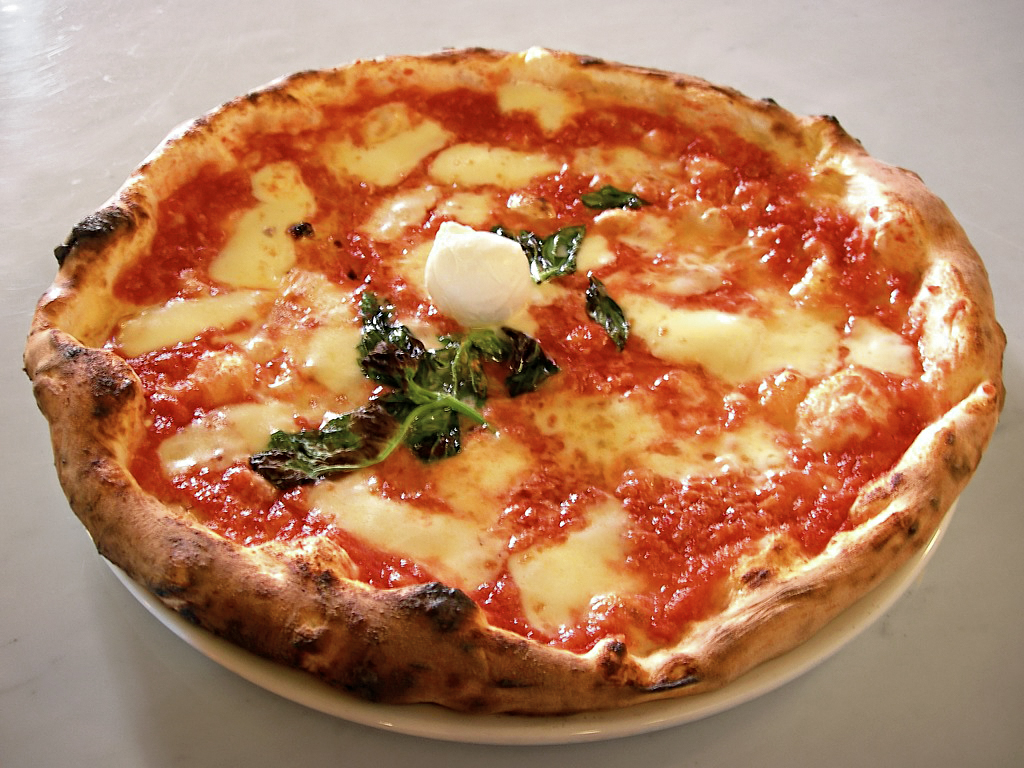
ピッツァ・マルゲリータ

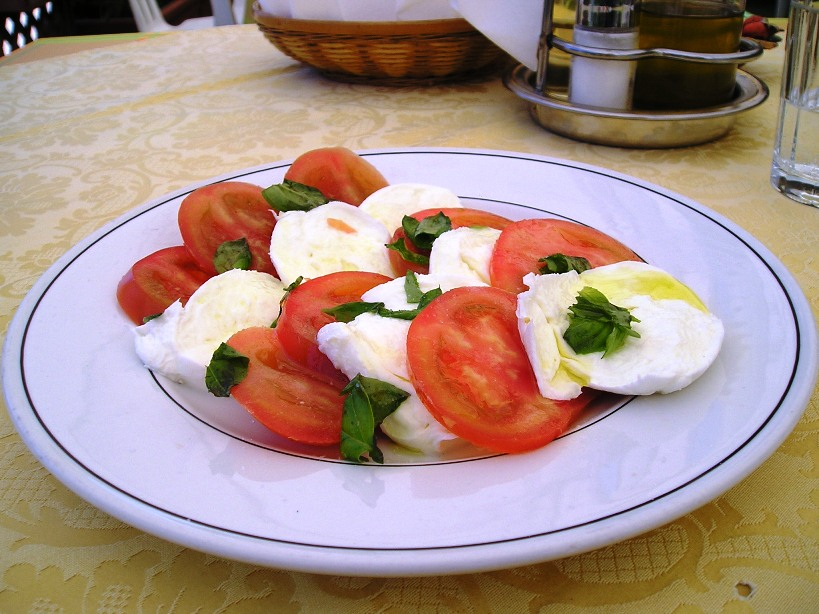
インサラータ・カプレーゼ

そのまま食べてもよいが、味や香りにくせがないのでパスタやピザ、グラタンなどの料理に広く使われる。
生のモッツァレッラのスライスとトマトのスライスを合わせてバジリコを添えたサラダは、インサラータ・カプレーゼと呼ばれ、カンパニア地方の前菜では定番である。